# ابر (شاهرود)
ابر روستایی در دهستان خرقان از توابع بخش بسطام شهرستان شاهرود استان سمنان ایران است.

## جمعیت
بر پایه سرشماری عمومی نفوس و مسکن در سال ۱۳۹۵ جمعیت این روستا ۱٬۴۸۰ نفر (۵۰۴خانوار) بوده‌است.